# Hamiville
Hamiville (en luxemburguès: Heesdref; alemany: Heisdorf) és una vila de la comuna de Wincrange, situada al districte de Diekirch del cantó de Clervaux. Està a uns 51 km de distància de la ciutat de Luxemburg.
Abans de l'1 de gener de 1978, Hamiville formava part de l'antiga comunitat de Boevange.